# 輻射管理局
輻射管理局（英語：Radiation Board of Hong Kong）是根據香港法例第303章《輻射條例》第3條成立的香港法定機構， 負責管制放射性物質和輻照儀器的進口、出口、銷售、管有和使用。衞生署放射衞生部負責執行各項工作。

## 成員
- 衞生署署長 （當然主席）
- 勞工處助理處長 （當然成員）
- 工業貿易署助理署長 （當然成員）
- 余君岳教授
- 周倩明醫生
- 陳志生醫生
- 李詠梅醫生
- 陳建強牙醫
- 黃英傑先生
- 香港天文台台長
- 土木工程署總土力工程師（鑛務及石礦）
- 衞生署放射衞生部主管高級物理學家
- 勞工處職業健康顧問

## 外部連結
- 衞生署放射衞生部 （页面存档备份，存于）
- 香港輻射管理局 （页面存档备份，存于）